# 陽胡玉陳
陽胡 玉陳（やこ の たまふる、生没年不詳）は、飛鳥時代の学者。名は王陳とも記される。姓は史。陽胡（陽侯）氏の祖。隋の煬帝の子孫の阿了王に出自をもつとする。

## 経歴・人物
推古天皇10年（602年）百済から僧侶・観勒が日本に渡来し、暦の本・天文地理の書・遁甲方術の書を朝廷に貢いだ。そこで朝廷では書生3-4名を選んで観勒の元で学ばせた。この時、玉陳は暦法を学んでこれを修めた。